# Zbyněk Miloš Duda
Zbyněk Miloš Duda (též Zbyněk M. Duda; * 25. března 1951 Praha) je historik a teoretik umění, kurátor, znalec pomocných věd historických (faleristika), pedagog, publicista a spisovatel.

## Život
Narodil se v Praze do úřednické rodiny Aloise a Olgy Dudových. Mezi jeho příbuzné patřil polní pilot Ing. Antonín Husník, šéfkonstruktér a technický ředitel Letecké továrny AERO, a generálmajor letectva Josef Duda, CBE, účastník leteckých bitev o Francii a Británii.
Základní školu navštěvoval ve Strašnicích. Poté nastoupil na Střední školu pro pracující (Gymnázium ve Vršovicích), kterou ukončil maturitou. 
Následně působil v Národní galerii v Praze jako noční hlídač a správce depozitáře (1971–1975) a zároveň se účastnil talentových zkoušek na Akademii výtvarných umění do ateliéru malby Karla Součka a ateliéru grafických technik Ladislava Čepeláka (1971–1973). Na základě těchto účastí obdržel doporučení ke studiu na Filozofické fakultě Univerzity Karlovy a současně mu byla nabídnuta možnost soukromého studia malby u Karla Součka a grafiky u Ladislava Čepeláka (1972–1977).
V letech 1973–1983 absolvoval klasické vzdělání na Filozofické fakultě Univerzity Karlovy v Praze, kde vystudoval obor Dějiny umění – estetika v externím studiu. Studium zakončil v roce 1983 s diplomovou prací Emil Horálek – Cykly a v roce 1989 složil rigorózní zkoušku.
Od středoškolských studií se věnoval tematice československého politického, vojenského a leteckého odboje v letech 1914–1918 a 1939–1945, které se věnuje dodnes. Také se profiloval jako výstavní scenárista, teoretik umění a výtvarník. Po převratu v roce 1989 se mohl naplno vrátit k odborné, publikační, přednáškové a pedagogické činnosti, v rámci níž se zaměřuje především na dějiny 19. a 20. století. Je členem několika profesních organizací a spolků; naposledy členem Obce spisovatelů. 

### Ocenění
- 1995 – stříbrná medaile Ministerstva obrany k 50. výročí ukončení 2. světové války[4]
- 2008 – je prvním laureátem Ceny Český patriot „za významný přínos v oblasti podpory národní historie a rozvoje vlasteneckých tradic“, udělenou Asociací nositelů legionářských tradic České republiky[5]
- 2014 – Pamětní medaile k 70. výročí operace Anthropoid[6]
- 2020 – Pamětní odznak (medaile) 53. pluku průzkumu a elektronického boje armádního generála Heliodora Píky III. stupně[7]
- 2021 – Pamětní medaile Ministerstva obrany armádního generála Karla Janouška[8]
- 2022 – Pamětní medaile Československé obce legionářské III. stupně[9]
- 2022 – Pamětní medaile k 100. výročí vzniku československého letectví[10]
- 2022 – Pamětní odznak (medaile) 533. praporu bezpilotních systémů generála Josefa Dudy[11]
- 2024 – Pamětní mince 533. praporu bezpilotních systémů generála Josefa Dudy[12]

## Činnosti

### Pedagogická činnost

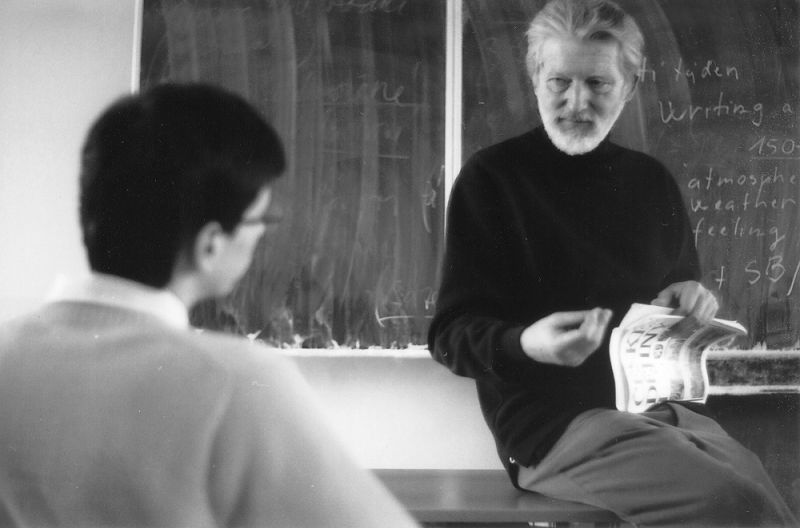

Krátkodobě vyučoval na několika středních odborných školách, mimo jiné na Střední odborné školy výtvarné Hollarova (1979–1980). 
Po roce 1992 působil s přestávkami na středních i vysokých školách, například na Konzervatoři Dance Centre v Praze a Soukromém gymnáziu Altis v Praze. 
V roce 1995 působil jako odborný asistent na Ústavu sociálních věd a politiky Západočeské univerzity v Plzni. 
V letech 1997–2000 přednášel na Českém vysokém učení technickém v Praze na katedře architektury, kde se věnoval dějinám umění a architektonické kompozici. 
V letech 2006–2019 vyučoval na Křesťanském gymnáziu v Praze, kde se specializoval na výuku dějepisu, základů společenských věd a občanské výchovy a vedl semináře dějepisu a dějin umění.

### Publikační činnost (výběr publikovaných článků)

#### Výtvarné umění a kultura
Tato část zahrnuje studie o současném umění a o umělcích 19. a 20. století.
- 1985 – Tvůrce a sběratel keramiky Heřman Landsfeld.[15]
- 1985 – Josef Kaplický – umělec a pedagog.
- 1985 – Zasloužilý umělec Ladislav Čepelák.
- 1988 – Malíř něhy a poezie.[16]
- 1988 – Zasloužilý umělec František Hudeček – osobnost a dílo.
- 1988 – Úvahy a proměny Jaroslavy Severové.
- 1989 – Mezi klasickým řádem a selankou.
- 1989 – Vizionář snu a reality – František Hudeček.[17]
- 1989 – Cykly Jana Šafránka.
- 1989 – Čepelákova škola – jej absolventi z rokov 1982-1987.[18]
- 1990 – Pocta malíři a grafikovi Josefu Jírovi.[19]
- 1991 – Bekenntnis zur Natur Professor Ladislav Čepelák zu Ehren.[20]
- 2000 – Václav rytíř Brožík z Valrose.[21]

#### Vojenská historie a československé letectvo
Obsahuje články o československých letcích RAF, vojenských osobnostech a historických událostech.
- 1990 – Českoslovenští letci v Bitvě o Británii.[22]
- 1991 – Nezradil (genmjr. let. Josef Duda).[23]
- 2005 – Generál František Alexandr Zach (1807-1892).[24]
- 2007 – Group Captain RAF, Generálmajor letectva Josef Duda, CBE.[25]
- 2008 – Sborový generál Ing. Alois Vicherek – Josef Slezák (věnováno událostem 70. výročí Mnichova 1938 a 60. výročí února 1948).[26]
- 2008 – Brigádní generál Antonín Mikuláš Číla, DSO, starodružiník.[27]
- 2009 – První český vojenský aviatik Brigádní generál letectva Rudolf Holeka.[28]
- 2009 + 2010 – Světoobčan, vědec, letec, diplomat a generál M. R. Štefánik.[29][30]
- 2010 – Alois Vašátko, DFC a jeho dva kmenoví fotografové – Josef Duda a Ladislav Sitenský.[31]
- 2010 – Group Captain RAF, Genmjr. let. Ing. Karel Mrázek, DSO, DFC (věnováno 100. výročí narození).[32][33]
- 2010 – S/Ldr RAF, Genmjr. let. Miloslav Jan Mansfeld, DSO, DFC, AFC.[34][35]
- 2011 – Ten, který plašil smrt – S/Ldr RAF, Genmjr. let. Antonín Liška.[36]
- 2011 + 2012 – Divizní generál Radola Gajda, CB – Pán Sibiře a náčelník Hlavního štábu čs. armády.[37][38][39]
- 2013 – Rakousko-uherský pilot a štábní rotmistr čsl. letectva Bohuslav Kašpar.[40]
- 2016 – Armádní generál Jan Syrový, CB.[41]

#### Faleristika
Zaměřuje se na vojenská vyznamenání, řády a jejich historické souvislosti.
- 1998 – Britské řády a dekorace v českých sbírkách a aukcích.[42][43]
- 2000 – Kříž Řádu maltézských rytířů zazářil.[44]
- 2000 – Řády a vyznamenání ve službách historie a společnosti.[45]
- 2001 – Nejznámější šperkařské firmy a výrobci řádů a vyznamenání.[46]
- 2002 – 200. let Řádu čestné legie.[47]
- 2009 – Ženevská konvence a rakousko-uherské Čestné vyznamenání Červeného kříže 1864-1914.[48]
- 2010 – Britské řády a dekorace udělené čs. občanům (věnováno 70. výr. bitvy o Británii a 65. výr. od ukončení II. svět. války).[49][50][51][52]

### Kurátorská a výstavní činnost (výběr)

#### Výstavy českých umělců a úvodní slova do katalogů
- Jitka a Květa Válovy – Děčín (1981)[53]
- Jaroslav Šerých – Liberec (1981)
- Ladislav Karoušek – Děčín (1981), Turnov (1982)
- Libuše Stratilová – Jindřichův Hradec (1983)
- Vladimír Vondráček – Čelákovice (1984)
- Jan Gibek – Čelákovice (1986), Praha (1990)
- Ludvík Schindler – Čelákovice (1990)
- Jan Šafránek – Rakovník (1987), Praha (1988), Čelákovice (1991)[54]
- Ladislav Čepelák – Jan Šafránek – Stredoslovenská galéria v Banské Bystrici (1989)
- Jan Šafránek a jeho hosté (L. Čepelák, E. Sendlerová, K. Ženatá, M. Axman, J. Vaněk) – Praha (1991)
- Skupina 42 po 50 letech – Praha (1992)[55]
- Kamil Lhoták – Praha (1992)
- Ivan Kybast – Čelákovice (1990)[56]
- Václav Vojtěch Novák – Jindřichův Hradec (2001)

#### Skupinové a historické výstavy a katalogy
- 1. Bienále Dialogy 86, Trienále Dialogy 89[57] a Dialogy 92 – Čelákovice
- 50 let od tragické smrti genmjr. in memoriam Aloise Vašátka, DFC a českoslovenští letci na západní frontě 1939–1945 – Čelákovice (1992)[58]
- 80. výročí vzniku Republiky československé a 80. výročí založení československého letectví 1918–1998 – Národní muzeum, Praha, Lobkovický palác (1998)[59]

### Výtvarná činnost
- 1981 – (s Miladou Dudovou) OKS Děčín
- 1984 – (s Miladou Dudovou a Jakubem Rudolfem Dudou), Podlipanské muzeum v Českém Brodě
- 1985 – (s Miladou Dudovou a Jakubem Rudolfem Dudou), Dům kultury v Orlové-Lutyni
- 1986 – (s Miladou Dudovou a Jiřím Deglem), Výstavní síň Luna, Plzeň
- 1986 – (s Miladou Dudovou), Výstavní síň Františka Volfa, Třeboň
- 1989 – (s Miladou Dudovou), Výstavní síň Františka Volfa, Třeboň
- 1989 – (s Miladou Dudovou), Okresní muzeum Praha-východ, MM v Čelákovicích[60]
- 1991 – (s Miladou Dudovou a Pavlem Soukupem), Okresní muzeum v Pelhřimově
- 1991 – Závěrečná bilance 1971–1991, Praha

### Knižní publikace
- DUDA, Zbyněk Miloš. Velitel stíhacího letectva. Praha: Naše vojsko, 1994. 219 s. ISBN 80-206-0425-1.
- DUDA, Zbyněk Miloš. Válečná ohlédnutí. Praha: Naše vojsko, 1995. 127 s. ISBN 80-206-0475-8.
- DUDA, Zbyněk Miloš. Agónie svědomí. Praha: Votobia, 1997. 395 s. ISBN 80-7220-045-3.
- DUDA, Zbyněk Miloš. Velitel stíhacího letectva: Životní osudy G/Cpt. RAF, brig. gen. let. Josefa Dudy, CBE (1905-1977). Praha: Naše vojsko, 2005. 300 s. ISBN 80-206-0779-X.
- DUDA, Zbyněk Miloš. Sborový generál Ing. Alois Vicherek. Cheb: Svět křídel, 2010. 535 s. ISBN 978-80-86808-86-4.
- DUDA, Zbyněk Miloš. Legendy československého letectví. Praha: Anlet & Netopejr, 2011. 382 s. ISBN 978-80-87044-42-1.
- DUDA, Zbyněk Miloš. S odvahou v srdcích, 1. díl (Tragické konce legend českého vojenství a politiky). Praha: Centrum české historie, 2015. 358 s. ISBN 978-80-905923-0-8.
- DUDA, Zbyněk Miloš. S odvahou v srdcích, 2. díl (Tragické konce legend českého vojenství a politiky). Praha: Centrum české historie, 2018. 420 s. ISBN 978-80-88162-00-1.